# Jie Süan-pching
Jie Süan-pching (čínsky pchin-jinem Yè Xuǎnpíng, znaky zjednodušené 叶选平, tradiční 葉選平; 20. ledna 1924 — 17. září 2019) byl čínský komunistický politik, místopředseda celostátního výboru Čínského lidového politického poradního shromáždění (1991–2003), od roku 1993 jako první z místopředsedů, předtím byl guvernérem provincie Kuang-tung (1985–1991) a starostou Kantonu a zástupcem guvernéra Kuang-tungu (obojí 1980–1985). Od roku 1982 byl členem širšího vedení KS Číny jako kandidát (1982–1985) a člen (1985–1997) ústředního výboru. Byl nejstarším synem Jie Ťien-jinga, dlouholetého vůdce čínské Rudé armády a Čínské lidové osvobozenecké armády a Komunistické strany Číny.

## Život
Jie Süan-pching se narodil 20. ledna 1924 v okrese Mej-sien na severovýchodě provincie Kuang-tung. Byl nejstarším synem Jie Ťien-jinga, který se později stal jedním z předních vojevůdců čínské Rudé armády a dlouholetým členem vedení Komunistické strany Číny.
Během druhé čínsko-japonské války žil Jie Süan-pching v Jen-anu, sídle vedení Komunistické strany Číny, a s otcem se znovu setkal až v roce 1941. V letech 1941–1945 studoval mechaniku na Jenanském přírodovědném institutu a v roce 1945 vstoupil do komunistické strany. Po ukončení studia pracoval v Jenanském arzenálu a dalších továrnách.
Po založení Čínské lidové republiky v roce 1949 krátce studoval na Charbinském technologickém institutu a na univerzitě Čching-chua a poté pracoval v Šenjangské továrně na obráběcí stroje č. 1. V roce 1952 byl vyslán do Sovětského svazu na školení v továrně na obráběcí stroje a po návratu do Číny v roce 1954 byl jmenován hlavním inženýrem Šenjangské továrny na obráběcí stroje č. 1. Roku 1962 byl přeložen do Pekingu a až do roku 1973 působil jako hlavní inženýr Pekingské továrny na obráběcí stroje č. 1. V letech 1973–1977 byl zástupcem vedoucího pekingského úřadu pro strojírenství.
V roce 1976 sehrál maršál a místopředseda ústředního výboru Komunistické strany Číny Jie Ťien-jing klíčovou roli při převratu, který svrhl gang čtyř a ukončil kulturní revoluci. V roce 1977 byl Jie Süan-pching vyslán ke studiu na ústřední stranickou školu KS Číny a následně v letech 1978–1980 působil jako ředitel Třetího úřadu Státní komise pro vědu a techniku. V březnu 1978 a znovu v červnu 1983 byl zvolen poslancem Všečínské shromáždění lidových zástupců (do 1988).
V roce 1980 byl Jie Süan-pching jmenován starostou Kantonu a současně viceguvernérem provincie Kuang-tung. Na XII. sjezdu KS Číny v září 1982 byl zvolen kandidátem ústředního výboru KS Číny. V létě 1985 byl povýšen na guvernéra Kuang-tungu, kde nahradil Liang Ling-kuanga. Při reorganizaci stranického vedení v září 1985 byl převeden mezi členy ústředního výboru (znovuzvolen na sjezdech roku 1987 a 1992; do 1997).
Jako stoupenec Teng Siao-pchinga byl pevným zastáncem ekonomické liberalizace a byl ještě více otevřený reformám než proreformní kuangtungský stranický tajemník Lin Žuo. Jie Süan-pching podporoval zvláštní ekonomické zóny v provincii Kuang-tung, Šen-čen a Chaj-nan, a zároveň věnoval pozornost makroekonomickému řízení. Jeho manželka Wu Siao-lan navíc do roku 1986 působila jako místostarostka Šen-čenu. Jie Süan-pching pěstoval silné vazby s obchodními magnáty z Hongkongu a Macaa, včetně Stanleyho Ho a Ann Tse-kai. Jako kuangtungský guvernér byl Jie Süan-pching spolu se šanghajským starostou Ču Žung-ťim významným regionálním vůdcem, který podporoval reformního generálního tajemníka ÚV KS Číny Čao C’-janga a bránil se politice premiéra Li Pchenga, který se snažil o kontrolu a vyvážení reforem. Po protestech na náměstí Nebeského klidu v roce 1989 a po pádu Čao C’-jang byl vliv rodu Jie kvůli jeho sympatiím k Čaovi oslaben.
Pod Jie Süan-pchingovým vedením Kuang-tung ekonomicky prosperoval a zároveň získal značnou autonomii vůči vládě v Pekingu; hongkongská média ho nazvala „císařem jihu“. Ústřední vláda, která byla stále více znepokojena jeho mocí, se ho snažila zbavit funkce guvernéra. V dubnu 1991 Jie Süan-pching souhlasil s odchodem z úřadu a přijal jmenování místopředsedou celostátního výboru Čínského lidového politického poradního shromáždění, což je nominálně vyšší funkce. Na oplátku Peking souhlasil Jie Süan-pchingovým výběrem nového kuangtungského guvernéra, Ču Sen-lina a umožnil Jieovi nadále pobývat v Kuang-tungu. Ve funkci místopředsedy celostátního výboru Čínského lidového politického poradního shromáždění Jie Süan-pching působil ještě dvě funkční období, až do března 2003.
Po smrti Jie Ťien-jinga se Jie Süan-pching stal hlavou vlivné a respektované rodiny přezdívané „dynastie Jie“. Mezi řadou Jie Ťien-jingových potomků vynikli Jie Süan-pchingův mladší nevlastní bratr Jie Süan-ning, který působil v 90. letech jako náčelník odboru na Hlavní politické správě čínské armády, zemřel v roce 2016. Další bratr, Jie Süan-lien, je manažerem v China Poly Group, exportéru zbraní kontrolovaném armádou a stojí v čele Shenzhen Guoye Industrial. Jie Süan-pchingova sestra, Jie Čchu-mej, je provdaná za Cou Ťia-chuu, bývalého místopředsedu čínské vlády. Jie Süan-pchingův syn Jie Sin-fu je podnikatel v Hongkongu, kde založil konglomerát PW Asia a působil jako ředitel nejméně 11 společností.
Jie Süan-pching zemřel 17. září 2019 v Kantonu ve věku 94 let.